# Győzelem-csúcs
A Győzelem-csúcs (kirgiz nevén: Жеңиш чокусу, Dzsengis Csokuszu) egy 7439 méter magas hegy a kirgiz-kínai határon, a Tien-san hegységben. Relatív magassága 4148 méter. A hegycsúcs Kirgizisztán legmagasabb pontja.

## Fordítás
- Ez a szócikk részben vagy egészben  a   Jengish Chokusu című angol Wikipédia-szócikk ezen változatának fordításán alapul.  Az eredeti cikk szerkesztőit annak laptörténete sorolja fel. Ez a jelzés csupán a megfogalmazás eredetét és a szerzői jogokat jelzi, nem szolgál a cikkben szereplő információk forrásmegjelöléseként.